# Heptarchia

Egy térkép, mely az angolszászok elhelyezkedését mutatja a szigeten 600 környékén

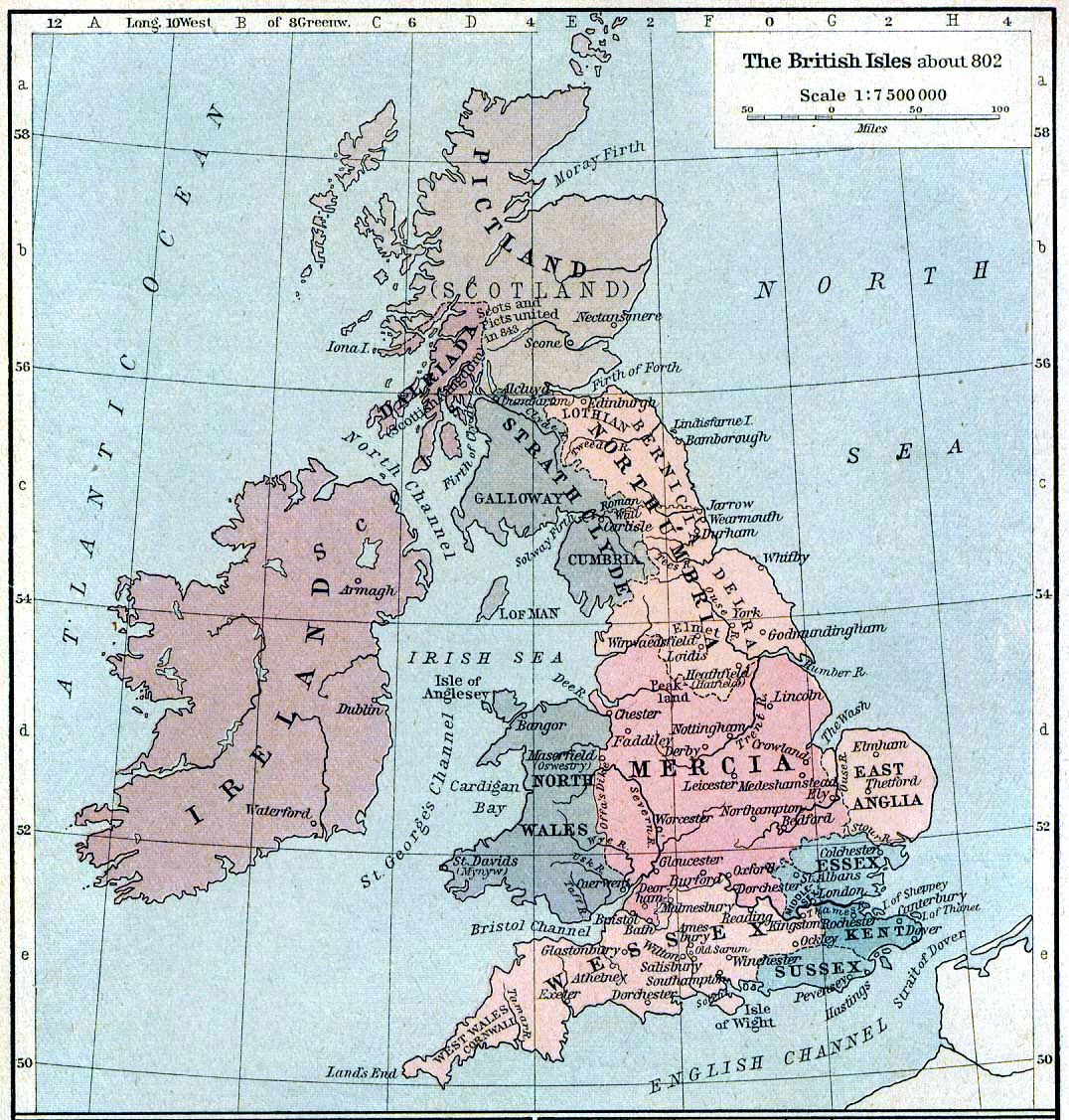
Történelmi államok a Brit-szigeteken (802 körüli állapot)

A heptarchia az ókor végén, a középkor elején a Brit-szigeten lévő hét önálló királyság összefoglaló neve. Később ezek az országok egyesültek, s így jött létre Anglia. (A mai Skócia és Wales területén is több kisebb királyság osztozkodott ebben az időben.) A fogalom legrégebbi leírt alakja a 12. századból Henry of Huntingdon történetírótól származik, de csak a 16. században vált széleskörűen elterjedtté.
Megállapodás szerint ezt a kifejezést a területen 450 és 850 között létrejött országokra, s erre az időszakra használják, a Britannia felszabadulásától a királyságok egyesítéséig, amit Æthelstan wessexi király fejezett be.
A heptarchia szó arra utal, hogy a mai felfogás szerint hét királyság alkotta az Angol Királyság alapját. Ezek a következők voltak: Northumbria, Mercia, Kelet-Anglia, Essex, Kent, Sussex és Wessex. Ez a korszak valószínűleg addig tartott, míg a királyságok el nem kezdtek nagyobb egységekbe szerveződni, de ezeknek az átalakulásoknak a pontos ideje vitatható. A megegyezés szerinti időszakon belül is hol Northumbria, hol Mercia, hol pedig Wessex uralkodói gyakoroltak nagyobb területen befolyást. Még Eadwig és Edgar uralkodása idején (955–975) is léteztek kisebb önálló királyságok.
Valójában a heptarchia megszűnése egy hosszabb ideig tartó folyamat eredménye volt. A 9. században a vikingek lehetővé tették egy dán kolónia létrehozását. A közös ellenség elleni közös fellépés szükségességét nagyjából akkor ismerték fel, mikor Nagy Alfréd megállította a dánok előretörését a 9. században, s mint a csapatok vezére, egyre nagyobb szerepet játszott a többi királyság életében is. Az őt követő wessexi uralkodók, mint az ő leszármazottai, egyre inkább erőltették az egységes királyság létrejöttét, s mindvégig szűkítették a királyok hatáskörét, míg végül jelentéktelenné lettek.
Valószínű, hogy néhány királyság (nevezetesen Essex és Sussex) a többi királyságtól eltérő státusszal rendelkezett. Tehát a hét királyság egységén kívül egyéb politikai közösségek is megjelentek, melyek sokkal fontosabb szerepet játszottak, mint addig a tudósok ezt gondolták. Ilyenek voltak Bernicia és Deira Northumbrián belül, vagy a Lindseyi Királyság a mai Lincolnshire, Hewicce Midland területén. További nagyobb önállósággal rendelkező területek voltak:
- Magonsaete vagy Magonset Merciában
- Wihtwara a Wight-szigeten
- Cantwara Kentben
- Haestingas a mai Hastings környékén

Jelenleg a heptarchia fogalmát már a történészek körében sem gyakran használják, mert a 20. század elejétől úgy érzik, nem írja le teljesen pontosan azt az időszakot, amire használni szokták. Ennek ellenére Anglia fejlődésénél, kialakulásánál még gyakran használják hivatkozásnak.

## Történelem
Bár a "heptarchia" megnevezés hét királyság létezését jelenti, a kifejezést csak a könnyebbség kedvéért használják, és nem jelenti azt, hogy Anglia területén akkoriban ténylegesen hét királyság létezne. A királyságok és alkirályságok száma gyorsan ingadozott ebben az időszakban, mivel a királyok versengtek egymással a területek fennhatóságáért.
A 6. század végén Kent királyának szerepe meghatározó volt a déli területeken. A 7. században Northumbria és Wessex uralkodói voltak erősek. A 8. században Mercia szerzett hegemóniát a többi fennmaradt királyság felett, különösen Nagy Offa uralkodása alatt.
A hét királyság mellett számos más politikai felosztás is létezett, mint például a következő királyságok (vagy alkirályságok): 
- Bernicia és Deira Northumbria területén;
- Lindsey a mai Lincolnshire-ben; Hwicce a középső országrész délnyugati részén;
- Magonsæte vagy Magonset, Mercia egyik alkirálysága a mai Herefordshire területén;
- Wihtwara, a Wight-szigeten lévő jüt királyság, amely eredetileg ugyanolyan fontos volt, mint a kenti Cantwara;
- a közép-angolok, a mai Leicestershire környékén élő törzsek csoportja, amelyet később a merciaiak hódítottak meg;
- a Hæsting-iek (a sussexi Hastings városa körül);

Az angolszász királyságok nevei vörös színnel.

- Gewisse.

## Angolszász királyságok listája
Az angolszász Anglia négy fő királysága a következő volt:
- Kelet-Anglia
- Mercia
- Northumbria, beleértve Bernicia és Deira alkirályságait is.
- Wessex

A többi királyság, amelyeket Anglia egyesülése előtt, történelmük egy bizonyos pontján teljesen meghódítottak és magukba olvasztottak mások, a következők:
- Essex
- Kent
- Sussex

Egyéb kisebb királyságok és területek:
- Bernicia
- Deira
- Dumnonia (csak később csatolták Wessexhez, egy korni királyság).
- Haesting-iek
- Hwicce
- Iclingas Királysága, Mercia elődállama.
- Lindsey
- Magonsæte
- Meonwara, egy Hampshire-ben élő jütt törzs.
- Közép-angolok
- Középső szászok (Middlesex, később az Essex Királyságba olvadtak be)
- Pecsæte
- Surrey
- Tomsæte
- Wreocensæte
- Wihtwara: a Wight-szigeten.